# Yorishiro

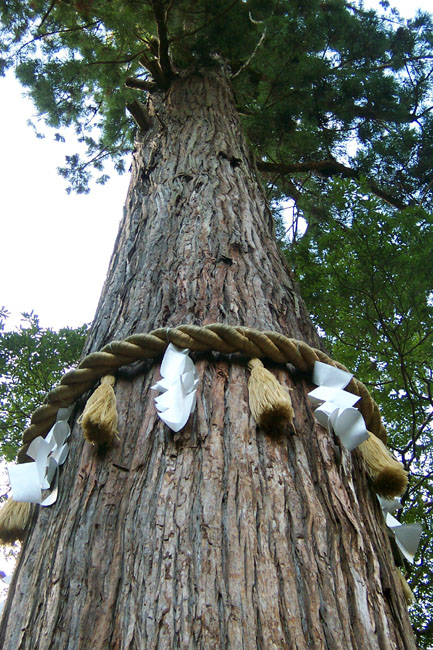
Un classico yorishiro: un albero gigante

Un yorishiro (依り代・依代・憑り代・憑代?) nella terminologia shintoista è un oggetto capace di attirare gli spiriti chiamati kami, dando così loro uno spazio fisico da occupare durante le cerimonie religiose. Gli Yorishiro sono usati durante le cerimonie per chiamare i kami all'adorazione. La parola stessa significa letteralmente sostituto all'approccio. Una volta che uno yorishiro ospita effettivamente un kami, si chiama shintai. Le corde chiamate shimenawa, decorate con stelle filanti di carta chiamate a loro volta shide, spesso circondano lo yorishiro per manifestare la sua sacralità. Le persone possono svolgere lo stesso ruolo di yorishiro e in tal caso vengono chiamate yorimashi (憑坐?, lett. persona posseduta) o kamigakari (神懸り・神憑?, lett. possessione del kami).
Per molti (animisti) sono la residenza naturale degli spiriti, i kami nel caso del Giappone.

## Storia
Gli yorishiro e la loro storia sono intimamente connessi con la nascita dei santuari shintoisti. I primi giapponesi non avevano la nozione di divinità antropomorfe e sentivano la presenza degli spiriti nella natura e nei suoi fenomeni. Montagne, foreste, pioggia, vento, fulmini e talvolta animali erano considerati carichi di potere spirituale, e le manifestazioni materiali di questo potere erano adorate come kami, entità più vicine nella loro essenza al mana polinesiano. I consigli dei villaggi cercarono il suggerimento dei kami e svilupparono lo yorishiro, strumenti che attraessero i kami e che agivano come un parafulmine. Lo yorishiro è stato concepito per attirare i kami e quindi dare loro uno spazio fisico da occupare per renderli accessibili agli esseri umani per le cerimonie, che è ancora il loro scopo oggi. Le sessioni dei consigli di villaggio si svolgevano in un posto tranquillo tra le montagne o in una foresta vicino a un grande albero, roccia o altro oggetto naturale che serviva da yorishiro. Questi luoghi sacri e il loro yorishiro si sono gradualmente evoluti nei santuari di oggi.  I primi edifici nei santuari erano certamente solo capanne costruite per ospitare alcuni yorishiro.
Una traccia di questa origine può essere trovata nel termine hokura (神庫?), letteralmente "deposito della divinità", che si è evoluto nel hokora (神庫), una delle prime parole usate per un santuario. La maggior parte degli oggetti sacri che troviamo oggi nei santuari (alberi, specchi, spade, magatama) erano originariamente yorishiro, e solo successivamente sono diventati kami per associazione.

## Unoyorishiro comune

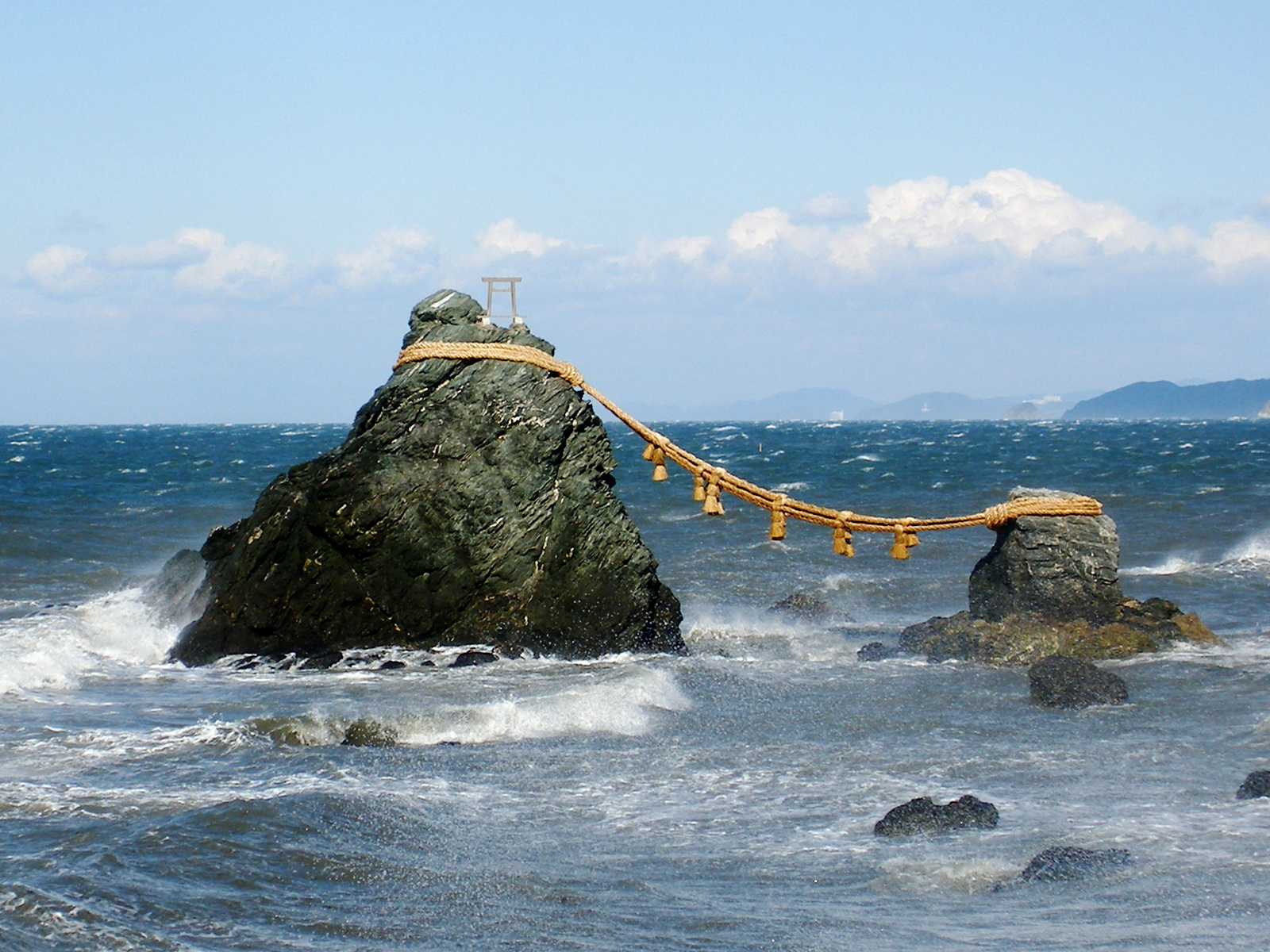
Due iwakura: Meoto Iwa, Marito e moglie

Lo yorishiro più comune sono spade, specchi, aste rituali decorate con stelle filanti di carta chiamati gohei, gioielli a forma di virgola chiamati magatama (勾玉 o 曲玉?), grandi rocce (iwasaka (岩境?) o iwakura (磐座?), e alberi sacri. I Kami dimorano spesso in rocce o alberi di forma insolita, o in caverne e tumuli di terra.  Yorishiro può anche essere una persona, e in tal caso vengono chiamati yorimashi (憑坐?).

### Alberi
A causa della natura shintoista, gli yorishiro sono spesso oggetti naturali come alberi. Negli antichi testi giapponesi la parola 神社 ("santuario"; oggi normalmente associata a jinja) e 社 veniva a volte letta come yashiro ("luogo sacro"), ma a volte viene anche letta come mori ("boschetto"), che riflette il fatto che i primi santuari erano semplicemente boschi sacri o foreste dove erano presenti i kami. (Parte della disparità di lettura potrebbe essere dovuta alla confusione tra soggetti simili 社 e 杜.) Molti santuari hanno ancora per loro uno dei grandi yorishiro originali, un grande albero circondato da una fune sacra chiamata shimenawa (標縄・注連縄・七五三縄?). Ora tali alberi sono diventati divini per associazione e non rappresentano più semplicemente un kami.
Gli altari shintoisti chiamati himorogi sono di solito aree quadrate delimitate da sakaki (Cleyera japonica) agli angoli e che supportano le corde di confine sacre (shimenawa). Un ramo di sakaki al centro è eretto a yorishiro.

### Iwakura

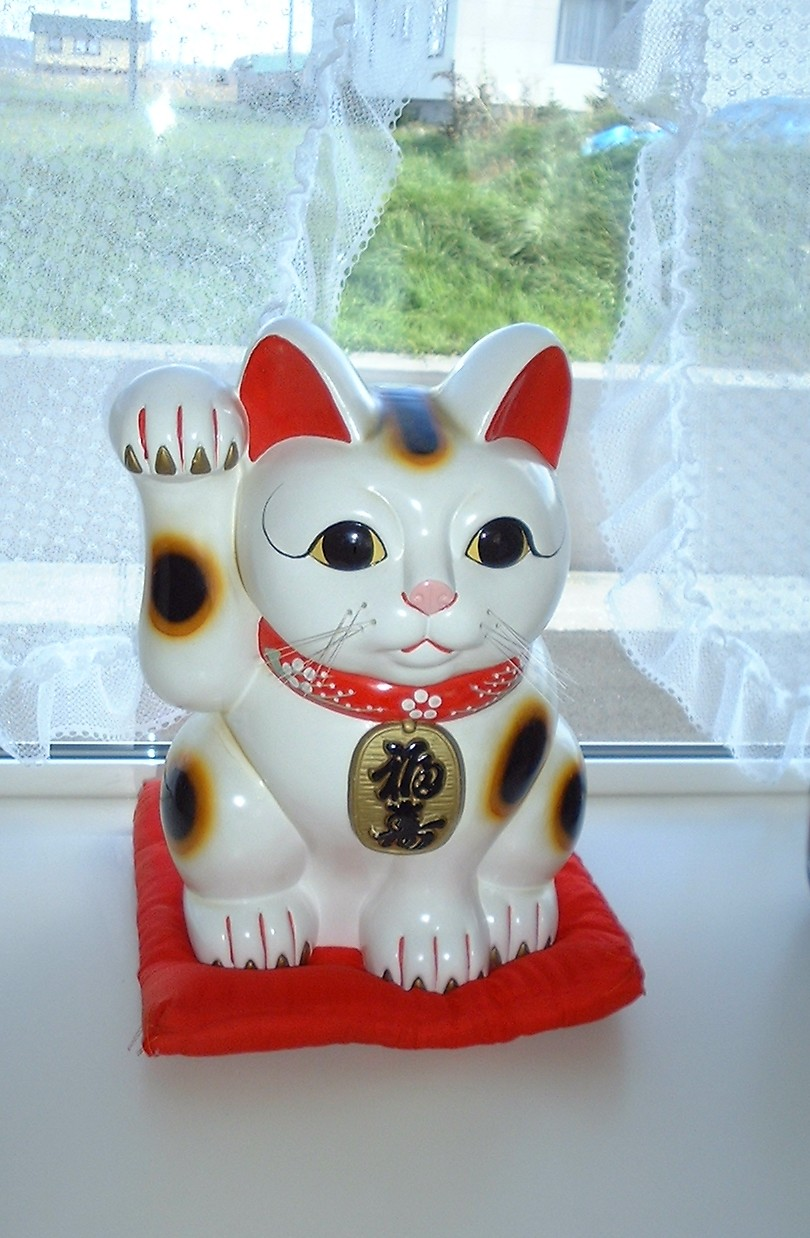
Un maneki-neko dovrebbe attirare il kami della fortuna

Anche i culti rupestri sono comuni. Un iwakura è semplicemente una formazione rocciosa in cui un kami è invitato a scendere, ed è quindi terra santa. Con il tempo, attraverso un processo di associazione, l'iwakura stesso può venire considerato come divino. Ricerche archeologiche in Giappone confermano che questi culti sono antichi. Nei santuari, anche oggi le pietre considerate legate ai kami del santuario sono usate per fare offerte di cibo ai kami stessi.

### Iwasaka
Un iwasaka è un altare o tumulo di pietra eretto come yorishiro per richiamare un kami per l'adorazione. I concetti di iwasaka e iwakura sono così vicini che alcuni suggeriscono che le due parole siano in realtà sinonimi.

### Yorishiroa casa
Tuttavia, gli yorishiro sono molto più numerosi nelle case delle persone. Durante le vacanze di Capodanno le persone decorano i loro ingressi con kadomatsu, che sono lo yorishiro dei kami per il nuovo anno. Kamifuda, pezzi di carta che rappresentano i kami, sono appesi sopra la porta. Ci sono i kami che dimorano nella toilette (benjō-gami) e nel pozzo (suijin). Il kamado-gami vive nel forno e la sua funzione è quella di proteggere la casa dagli incendi. Altri yorishiro comuni sono il piccolo altare chiamato kamidana e il butsudan, che è un altare per i morti. (Il Butsudan in origine significava solo il culto buddista, ma ora contiene spesso anche tavolette spiritiche chiamate ihai, che sono yorishiro usati per ricordare gli spiriti dei propri antenati morti). Nei negozi si vedono spesso dei gatti di argilla con una zampa sollevata chiamati maneki-neko o simili a rastrelli chiamati kumade che dovrebbero attirare i buoni affari.